# خيرية القطيف
خيرية القطيف أو جمعية القطيف الخيرية هي منظمة خيرية مقرها مدينة القطيف، بالمنطقة الشرقية للمملكة العربية السعودية. تأسست جمعية القطيف الخيرية للخدمات الاجتماعية بتاريخ 1383/11/5هـ، وهي مسجلة بوزارة الشؤون الاجتماعية برقم 13 وتاريخ 1391/4/6هـ وتعمل تحت إشرافها وتغطي منطقة القطيف وقرى البحاري والتوبي والخويلدية وحلة محيش كما تشمل مناطق الفتح والروضة والواحة.

## التأسيس
تأسست الجمعية عام 1383هـ بجهود أهالي مدينة القطيف المحليون تحت مسمى «صندوق البر الخيري بالدبابية». في عام 1387هـ تغير مسماها إلى «الجمعية الخيرية للخدمات الاجتماعية بالدبابية، القطيف» حيث سجلت رسمياً لدى وزارة العمل والشئون الاجتماعية برقم 13 في 6/4/1391هـ.
وفي عام 1392هـ ظهرت جهود أخرى من الأهالي المحليون بتأسيس جمعية خيرية تحت اسم «جمعية الخط الخيرية للخدمات الاجتماعية». وحينئذ، وحدت الوزارة جهود الجمعيتين تحت «جمعية القطيف الخيرية للخدمات الاجتماعية».
في بداية عام 1392هـ، تم تكوين مجلس الإدارة على النحو الآتي: 8 أعضاء من مجلس إدارة الجمعية الخيرية بالدبابية ـ القطيف 3 أعضاء من مؤسسي جمعية الخط الخيرية.

## الأهداف
تهدف الجمعية إلى المشاركة في رفع المستوى الاقتصادي والاجتماعي والصحي والثقافي بمنطقة عملها من خلال عدة برامج، ولجان تقدم المساعدات المالية والعينية، والمساهمة في مشروعات موسمية وأخرى مجتمعية.

## الأقسام واللجان
تتكون جمعية القطيف الخيرية من لجان عدة كل منها مختص في مجال مستقل على النحو التالي:

### لجنة التكافل الاجتماعي
وتهدف اللجنة إلى تأمين المساعدات النقدية والغذائية والعينية للتخفيف من معاناة ذوي الحاجة من أسر المواطنين بعد أن يثبت البحث الميداني استحقاق تلك الأسر وذلك في منطقة خدمات الجمعية. إضافةً إلى تقديم الخدمات الاجتماعية لحل العديد من المشاكل مثل التسول والطلاق والجريمة وعقوق الوالدين، للأسر المعنية ضمن منطقة خدمات الجمعية.
مهام اللجنة
1. عقد الاجتماعات الاستراتيجية لإعادة تقييم المعايير والضوابط الخاصة بلائحة المساعدات متى اقتضى الأمر ذلك.
2. استقصاء احتياجات الأسر المحتاجة في منطقة خدمات الجمعية وذلك من خلال البحث الميداني.
3. رفع التوصيات المناسبة المتعلقة بالمساعدات النقدية والعينية للأفراد والأسر المحتاجة في منطقة خدمات الجمعية لعرضها على مجلس الإدارة للبت فيها.
4. المتابعة الدورية للحالات التي تقدم لها المساعدات الشهرية أو الدورية ورصد المعلومات والمتغيرات التي تطرأ عليها.
5. تحويل الحالات الاجتماعية إلى اللجان المعنية سواء في نطاق خدمات الجمعية أو لدى المؤسسات الاجتماعية التابعة لوزارة الشؤون الاجتماعية متى اقتضى الأمر.
6. التعاون والتنسيق مع الهيئات العلمية ومراكز الأبحاث في دراسة الظواهر الاجتماعية ومعرفة أسبابها واقتراح الحلول المناسبة لها.

### كافل اليتيم
تأسست لجنة كافل اليتيم سنة 1411هـ كإحدى اللجان التابعة لجمعية القطيف الخيرية. تهدف اللجنة إلى المساعدة على تحقيق التكافل الاجتماعي في منطقة القطيف من خلال قيامها كحلقة وصل بين الكفلاء والأيتام. ورفع مستوى الأيتام اقتصادياً وتعليمياً وصحياً ومعنوياً.
يُجري الباحثون دراسة ميدانية للأسر الجديدة الفاقدة لعائلها الشرعي ومتابعة دائمة دقيقة للأسر القديمة. وفي خلال السنوات الماضية، ساهمت خيرية القطيف في:
- زيادة مساعدة الإيجار بنسبة تزيد عن 66 % من المساعدات السابقة.
- زيادة الحد الأعلى لمساعدة الترميم والصيانة لتبلغ خمسة عشر ألفا (5 آلاف ريال زيادة عن الحد الأعلى السابق).
- إقرار مساعدة شراء ملابس دراسية في بداية كل سنة دراسية (فقط الفصل الأول).
- ضم 14 أسرة بمجموع 46 يتيم.
- خروج 4 أسر بمجموع 27 يتيم.

## المشاريع الدورية
- حملة الشتاء الآمن.
- الصدقة الجارية.

## أعضاء الجمعية
1. رئيس جمعية القطيف الخيرية: منير مهدي القطري.[2]
2. نائب رئيس جمعية القطيف الخيرية: عبد المحسن ال خضر.
3. الأمين العام ورئيس لجنة إعمار: خالد عبد رب الرسول البيش.
4. المدير المالي: فتحي جواد الزاير.
5. نائب رئيس لجنة التكافل وعضو في مجلس الإدارة: محمد حسن ال جامع.
6. عضو مجلس الإدارة: صادق الجشي.
7. عضو مجلس إدارة ورئيس لجنة التكافل الاجتماعي: حسن كاظم آل غزوي.
8. رئيس لجنة التأهيل والتوظيف: وليد محمدالخنيزي.
9. عضو في مجلس الإدارة: حسين احمد السنان.
10. مدير مكتب الرئيس: فتحي الشيخ.

## وصلات خارجية
- قائمة الأنظمة واللوائح لجمعية القطيف الخيرية.